# Ramiro Vargas
Ramiro Vargas (22 ottobre 1958) è un ex calciatore boliviano, di ruolo difensore.

## Carriera

### Club
Ha sempre giocato con il Bolívar, con cui ha vinto 5 volte il campionato boliviano.

### Nazionale
Con la Nazionale ha preso parte alla Copa América 1979 e alla Copa América 1983.

## Palmarès

### Club

#### Competizioni nazionali
- Campionato boliviano: 5

Bolivar: 1982, 1983, 1985, 1987, 1988